# U-765
U-765 – niemiecki okręt podwodny (U-Boot) typu VII C z okresu II wojny światowej. Okręt wszedł do służby w 1943 roku. Jedynym dowódcą był Oblt. Werner Wendt.

## Historia
Wcielony do 8. Flotylli U-Bootów celem szkolenia załogi, od kwietnia 1944 roku w 7. Flotylli jako jednostka bojowa.
Okręt odbył jeden patrol, podczas których nie zatopił żadnej jednostki przeciwnika.
U-765 został zatopiony 6 maja 1944 roku na północnym Atlantyku na zachód od Irlandii bombami głębinowymi zrzuconymi przez samolot Fairey Swordfish z lotniskowca eskortowego HMS „Vindex” oraz fregaty: HMS „Bickerton”, HMS „Bligh” i HMS „Aylmer”. Zginęło 37 członków załogi U-Boota, jedenastu zostało uratowanych przez Brytyjczyków.